# ملك مرقدة
ملك مرقدة (2 يناير  1962)، ممثلة سورية.

## عن حياتها
خريجة المعهد العالي للفنون المسرحية قسم التمثيل عام 1985
عضوة في نقابة الفنانين منذ 14 أكتوبر 1985 وممثلة في المسرح القومي وزارة الثقافة منذ عام 1989 لديها مشاركات المسرح و الدوبلاج و التلفزيون الإذاعة.

## أعمالها

### في التلفزيون
- الوسيط
- غداّ يوم آخر
- المنعطف
- الرجل الأخير
- الخيوط الخفية
- شجرة النارنج
- زمن العجايب
- الأحلام المهاجرة
- الجرح الخفي
- صهيل الألم
- لحظة مصير
- رحلة العطش
- حي المزار
- اللوحة المنسية
- أحلام مؤجلة
- غدا يوم آخر
- أحزان عادية
- يوميات مرحة
- الأسبوع الأخير
- بهلول الشاعر
- حروف يكتبها المطر
- مقامات صحراوية
- أهل المدينة

### المسرحيات
- مغامرة رأس المملوك جابر
- يرما
- الزير سالم
- بوتيلا و تابعة ماتي
- فضيحة في كيوتسا
- قصة موت معلن
- توباز
- المدينة المليونيرة
- خطيبة الأمير
- سفرة بلا سفر
- انسوا هيروسترات
- حرم سعادة الوزير
- الآلة الحاسبة
- أغنية القمر
- أبيض و أسود
- الكلمة الأنثى
- الدمية

### الدوبلاج

#### شخصيات الرسوم المتحركة
| الشخصية      | المسلسل              | ملاحظات             |
| ------------ | -------------------- | ------------------- |
| فادي         | بائع الحليب          |                     |
| ماركو        | وداعا ماركو          |                     |
| داني         | راسكال               |                     |
| مجد          | لوز وسكر             |                     |
| برنارد       | أسطورة زورو          |                     |
| لوز          | غيمة                 |                     |
| روميو        | عهد الأصدقاء         |                     |
| سامي         | أنا وأخي             |                     |
| جيت، فايبر   | مغامرات جاكي شان     |                     |
| كورنيليا     | الفتيات الخارقات     | الجزء الأول والثاني |
| مارك فوليبان | أسطورة النسر         |                     |
| برادلي       | ابقوا معنا           |                     |
| بيتر         | جومانجي              |                     |
| راستي        | غاي الألي وراستي     |                     |
| نعنع         | زهرة و السيف المضيء  |                     |
| سنجوب        | مغامرات سنجوب        |                     |
| الراوية بيري | إيميلي               |                     |
| جورج         | ستيوارت ليتل         |                     |
| برنارد       | أسطورة زورو          |                     |
| حسيب         | حسيب في دنيا الأرقام |                     |

## روابط خارجية
- ملك مرقدة على موقع قاعدة بيانات الأفلام العربية